# (134244) De Young
(134244) De Young es un asteroide perteneciente al cinturón de asteroides, descubierto el 6 de enero de 2006 por Lawrence Molnar desde el Observatorio Calvin–Rehoboth, en Rehoboth (Nuevo México), Estados Unidos.

## Designación y nombre
Designado provisionalmente como 2006 AA4. Fue nombrado en honor de Mike De Young (n. 1954) quien ha enseñado en Rehoboth Christian School desde 1977. Fue seleccionado en 1995 por la Asociación Nacional de Profesores de Geología como uno de los 24 profesores destacados de ciencias de la tierra del país. Dirige el observatorio de la escuela y es el enlace local para el Observatorio Robótico Calvin-Rehoboth.

## Características orbitales
De Young está situado a una distancia media del Sol de 2,724 ua, pudiendo alejarse hasta 3,229 ua y acercarse hasta 2,219 ua. Su excentricidad es 0,185 y la inclinación orbital 7,656 grados. Emplea 1642,22 días en completar una órbita alrededor del Sol.
Los próximos acercamientos a la órbita de Júpiter ocurrirán el 5 de marzo de 2036, el 20 de mayo de 2130 y el 16 de octubre de 2166.

## Características físicas
La magnitud absoluta de De Young es 16,04. 